# Euphorbia macroceras
Euphorbia macroceras är en törelväxtart som beskrevs av Fisch. och Carl Anton von Meyer. Euphorbia macroceras ingår i släktet törlar, och familjen törelväxter. Inga underarter finns listade i Catalogue of Life.